# Bulweria fallax
La berta di Jouanin (Bulweria fallax Jouanin, 1955) è un uccello della famiglia Procellariidae.

## Distribuzione e habitat
Bulweria fallax è diffusa nell'oceano Indiano nord-occidentale, in particolare nel mar Arabico, nel golfo di Aden e nel golfo di Oman.